# Headbanger's Ball
Headbanger's Ball är ett program om heavy metal som sänds på MTV på söndagar. Det startades lördagen den 18 april 1987 men lades i januari 1995 ner, till förmån för ett annat, modernare program.
Den första programledaren (i föregångaren Heavy Metal Mania som sedan blev Headbanger's Ball) var Dee Snider, sångare i Twisted Sister, och den sista programledaren innan programmet lades ner hette Vanessa Warwick.
Det återuppstod 2003 förmodligen på grund av att heavy metal åter växt i popularitet och sänds en gång per vecka vid 23:00.
Headbanger's Ball sänder i huvudsak hårdrocks- och heavy metal-videor, inom alla dess genrer. Alltifrån Mötley Crue till Cradle of Filth, och Metallica till Nightwish.